# Friedrich Konrad Beilstein

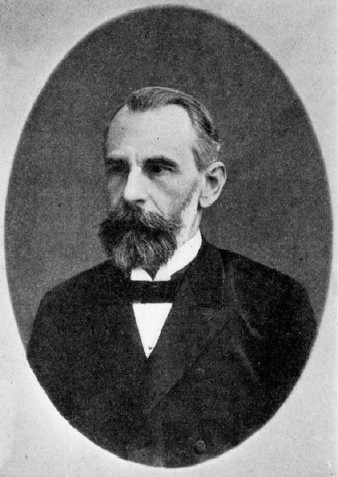
Friedrich Beilstein

Friedrich Konrad Beilstein, znany także jako Fiodor. K. Bejlsztejn (ur. 17 lutego 1838 w Petersburgu, zm. 18 października 1906 tamże) – rosyjski chemik, pochodzenia niemieckiego. Opracował syntezy bardzo wielu związków organicznych. Wykazał równocenność atomów węgla w benzenie. 
Beilstein jest autorem niezwykle popularnej pracy Handbuch der organischen Chemie, która jest uaktualniana od ponad 100 lat do dziś suplementami. Obecnie funkcjonuje ona pod nazwą Beilstein database. Jest to chemiczna baza danych gromadząca informacje o wszelkich organicznych związkach chemicznych.